# グレート・フィッシュ川
グレート・フィッシュ川（グレート・フィッシュがわ、Great Fish River）は、南アフリカ共和国の東ケープ州を流れる河川。オランダ語由来でGroot Visch Rivierとも呼ばれる。全長730㎞。古くよりバントゥー系黒人の居住域の南限となっており、白人進出後は両勢力の境界となった。
グレート・フィッシュ川はグラーフ＝ライネの東に端を発して南へと流れ、クラドックを通り、クックハウスの南で大きく東へ蛇行してグラハムズタウンの北東8kmを通過し、シーフィールド付近でインド洋へと注ぐ。
グレート・フィッシュ川の河道は降水量500㎜ラインとほぼ一致しており、このため北から急速に進出してきた農耕を基盤とするバントゥー系民族の黒人は栽培作物がここ以南では生育せず、そのためこの川以南に進出することができなかった。グレート・フィッシュ川の北岸にはバントゥー系諸民族のうち最南端に居住するコーサ人が勢力を張り、南岸は牧畜を中心とするコイコイ人が勢力範囲としていた。やがて18世紀に入るとケープタウンから東進してきたボーア人がコイコイ人を駆逐しながらフィッシュ川に到達するが、牧畜や狩猟中心だったコイコイ人とは違い、フィッシュ川以北のコーサ人は強力な王国を築いており、ボーア人もこれ以上の北進はできなかった。1770年代には両勢力間の最初の戦争がはじまり、1811年には西岸に進出していたコーサ人がイギリス軍によって東へ追いやられた。